# Trentepohlia (Mongoma) montina
Trentepohlia (Mongoma) montina is een tweevleugelige uit de familie steltmuggen (Limoniidae). De soort komt voor in het Oriëntaals gebied.